# La Maison des étrangers
Pour plus de détails, voir Fiche technique et Distribution.
La Maison des étrangers (titre original : House of Strangers) est un film américain réalisé par Joseph L. Mankiewicz, sorti en 1949.

## Synopsis
Max Monetti, ancien avocat, vient de purger sept années de prison, une peine qu’il a prise à la place de son père Gino, mort durant son incarcération. Max se remémore le passé, Gino Monetti a été accusé d’activités bancaires frauduleuses et se retrouve au banc des accusés, ses trois autres fils, employés du père, trop désireux de lui succéder à la banque se sont désolidarisés de lui et de Max qui s’employait à défendre Gino. Max se fait arrêter après avoir essayé de soudoyer une femme du jury pour sauver son père. Avant de mourir, Gino saura attiser la haine de Max envers ses trois frères. À présent Max est décidé à se venger d’eux mais Irène Bennett, son ancienne maîtresse, essaye de l'en dissuader…

## Fiche technique
- Titre : La Maison des étrangers
- Titre original : House of Strangers
- Réalisation : Joseph L. Mankiewicz
- Scénario : Philip Yordan et Joseph L. Mankiewicz d'après le roman de Jerome Weidman
- Photographie : Milton R. Krasner
- Montage : Harmon Jones
- Musique : Daniele Amfitheatrof
- Direction artistique : George W. Davis et Lyle R. Wheeler
- Décors : Thomas Little et Walter M. Scott
- Costumes : Charles Le Maire
- Producteur : Sol C. Siegel
- Société de production : 20th Century Fox
- Pays de production : États-Unis
- Langue : anglais
- Format : Noir et blanc - Son : Mono (Western Electric Recording)
- Genre : Film dramatique ; Film noir
- Durée : 101 minutes
- Dates de sortie :
  - États-Unis : 1er juillet 1949 (sortie nationale)
  - France : 23 novembre 1949

## Distribution
- Edward G. Robinson : Gino Monetti
- Susan Hayward : Irene Bennett
- Richard Conte : Max Monetti
- Luther Adler : Joe Monetti
- Paul Valentine (VF : René Arrieu) : Pietro Monetti
- Efrem Zimbalist Jr. : Tony Monetti
- Debra Paget : Maria Domenico
- Hope Emerson : Helena Domenico
- Esther Minciotti : Theresa Monetti
- Diana Douglas : Elaine Monetti
- Tito Vuolo : Lucca

Acteurs non crédités
- Lelia Goldoni : la petite italienne
- John Kellogg : Danny
- Arthur Space : inspecteur de la banque
- Herb Vigran : un homme avec Gino

## Récompenses et distinctions
- Prix d'interprétation masculine pour Edward G. Robinson au Festival de Cannes 1949[1].

## DVD
- DVD zone 2 20Th Century Fox, collection classique- 1 Hollywood legends - 1.33 - 4/3 - NB - langues: anglais sous titres: français - 96 min

## À noter
- Selon Patrick Brion, le personnage de Max Monetti s'inspirerait d'Amadeo Giannini, fondateur de la Bank of America et mécène de la ville de San Francisco[2].
- La Lance brisée (The Broken lance, 1954), western d'Edward Dmytryk, est un remake du film de Mankiewicz.